# Детлеф Шремпф
Детлеф Шремпф (Леверкузен, 21. јануар 1963) бивши је немачки кошаркаш и кошаркашки тренер. Играо је на позицијама крила и крилног центра.

## Успеси

### Појединачни
- НБА Ол-стар меч (3): 1993, 1995, 1997.
- Шести играч године НБА (2): 1990/91, 1991/92.
- Идеални тим НБА — трећа постава (1): 1994/95.